# معهد فلاندرز البحري
معهد فلاندرز البحري هو نقطة محورية للبحث العلمي البحري في فلاندرز ، شمال بلجيكا. أنشأت الحكومة الفلمنكية المعهد في عام 1999 بالتعاون مع مقاطعة فلاندرز الغربية وصندوق البحث العلمي. يعزز معهد فلاندرز البحري تراكم المعرفة والتميز في البحوث المتعلقة بالمحيطات والبحار والسواحل ومصبات المد والجزر. ينصب التركيز المركزي على توفير الخدمات لمجتمع البحث والمعلمين وعامة الناس وصناع السياسات والصناعة.
يعزز معهد فلاندرز البحري ويدعم البحوث البحرية الفلمنكية. ضمن هذا النطاق ، يركز معهد فلاندرز البحري على الشبكات المفتوحة والمفيدة والترويج لنهج متكامل ومتعدد التخصصات. يعمل معهد فلاندرز البحري كنقطة اتصال وطنية ودولية في مجال البحوث البحرية. في هذا الصدد ، فإنه يدعم صورة البحوث البحرية الفلمنكية في الزوايا الأربع من العالم ويمكن أن يحمل تفويضات لتمثيل هذا المشهد البحثي.